# Bill Finger Award

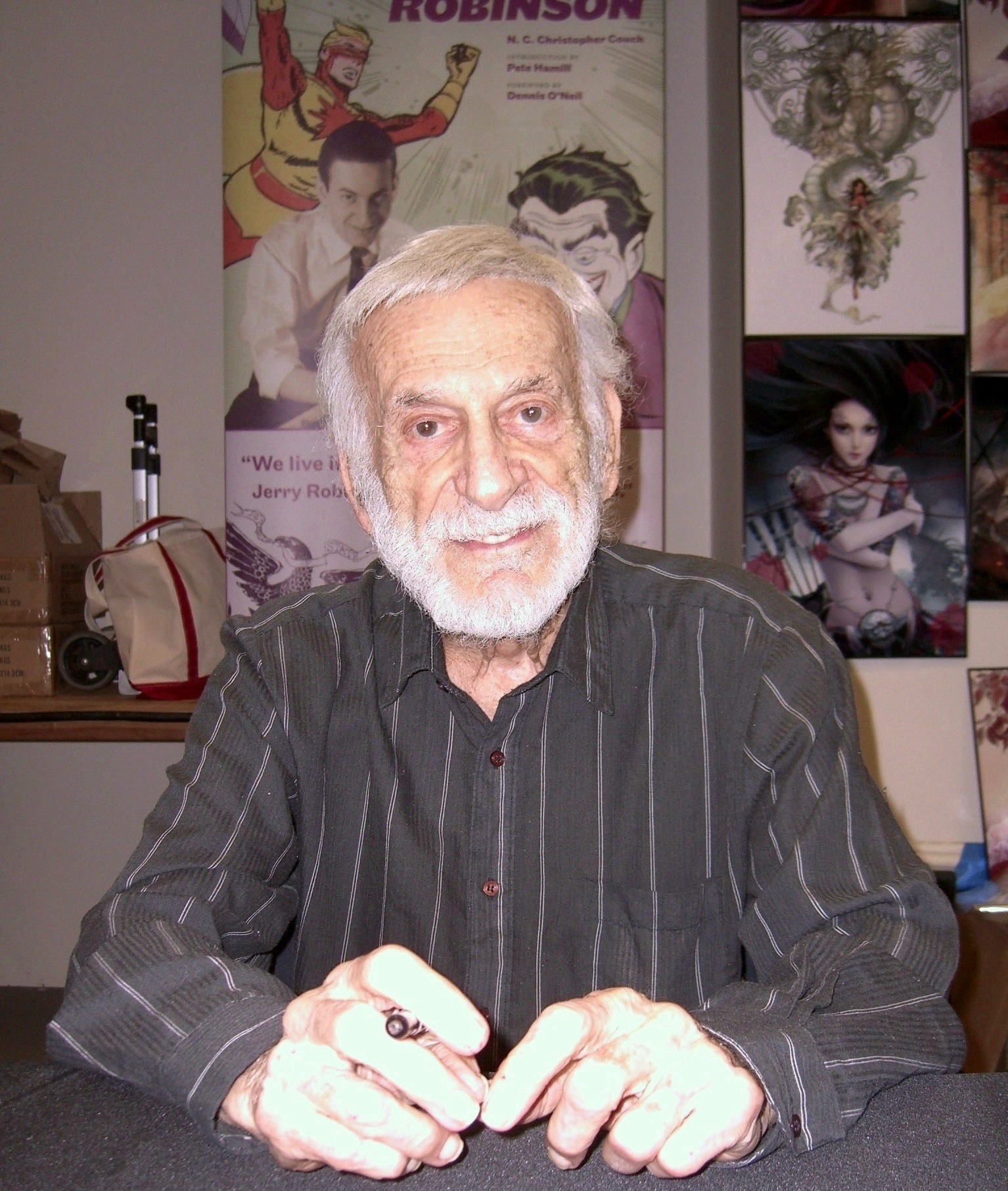
Jerry Robinson, creatore del premio, nel 2011

Il Bill Finger Award for Excellence in Comic Book Writing ("premio Bill Finger per l'eccellenza nella scrittura di fumetti")  è un premio americano per l'eccellenza nella scrittura di fumetti. Il comitato di premiazione, presieduto da Mark Evanier, è incaricato ogni anno di selezionare due destinatari, uno vivente e uno deceduto. Il premio, insieme agli Eisner Awards, viene consegnato a luglio di ogni anno all'annuale Comic-Con di San Diego. È stato fondato dal collega di Bill Finger Jerry Robinson.
Evanier nel 2003 ha affermato che la premessa del premio era "riconoscere gli scrittori per un tipo di lavoro che non ha ricevuto il giusto riconoscimento. Questo era ciò che Jerry Robinson intendeva come il suo modo di ricordare il suo amico, Bill Finger. Bill è ancora una specie di ragazzo immagine del settore per gli scrittori che non ricevono la giusta ricompensa o riconoscimento."

## Vincitori
- 2005 - Jerry Siegel (deceduto), Arnold Drake[3]
- 2006 - Harvey Kurtzman (deceduto), Alvin Schwartz[4]
- 2007 - Gardner Fox (deceduto), George Gladir[5]
- 2008 - Archie Goodwin (deceduto), Larry Lieber[6]
- 2009 - John Broome (deceduto), Frank Jacobs[7]
- 2010 - Otto Binder (deceduto), Gary Friedrich[8]
- 2011 - Bob Haney (deceduto), Del Connell[9]
- 2012 - Frank Doyle (deceduto), Steve Skeates[10]
- 2013 - Steve Gerber (deceduto), Don Rosa[2]
- 2014 - Robert Kanigher (deceduto), Bill Mantlo, Jack Mendelsohn[11]
- 2015 - Don McGregor, John Stanley (deceduto)[12]
- 2016 - Elliot S. Maggin, Richard E. Hughes (deceduto)[13]
- 2017 - William Messner-Loebs, Jack Kirby (deceduto)[14]
- 2018 - Joye Hummel Murchison Kelly, Dorothy Roubicek Woolfolk (deceduto)[15]
- 2019 - Mike Friedrich, E. Nelson Bridwell (deceduto)[16]